# Dermestes marmoratus
Dermestes marmoratus är en skalbaggsart som beskrevs av Thomas Say 1823. Dermestes marmoratus ingår i släktet Dermestes och familjen ängrar. Inga underarter finns listade i Catalogue of Life.